# Михо Такаги
Михо Такаги (Макубецу, 22. мај 1994) је јапанска брза клизачица. Клизањем је почела да се бави са пет година. 
Са 15 година Такаги је представљала Јапан на Зимским олимпијским играма 2010. године. Заузела је 35. место на 1000 метара и 23. на 1500 метара. Светско првенство за јуниоре освојила је 2012. и 2013.
Након што је учествовала на неколико Светских купова и Светских првенстава, постала је светски првак 2015. у екипној потери, гдје је учествовала заједно са сестром Наном Такаги и сународницом Ајаком Кикучи. Са Светских првнстава има још два сребра и три бронзе.
На Олимпијским играма у Пјонгчангу 2018. освојила је злато у екипној потери, сребро на 1500м и бронзу на 1000м.